# Tauno Putkonen
Tauno Ilmari Putkonen, född 16 januari 1900 i Raumo, död 29 oktober 1976 i Helsingfors, var en finländsk läkare.
Putkonen blev medicine och kirurgie doktor 1931 och var verksam som professor i hud- och könssjukdomar och överläkare vid Helsingfors universitets hudklinik 1952–1967. Han blev internationellt känd genom sin 1930 utgivna avhandling Über die gruppenspezifischen Eigenschaften verschiedener Körperflüssigkeiten, i vilken han framlade rön som haft stor betydelse för kriminalforskningen (brottsplatsundersökningar). Han gjorde även uppmärksammade forskningar över diagnostiken av könssjukdomen lymphogranuloma venereum.